# Moss (Norvegia)
Moss este o comună din provincia Østfold, Norvegia.